# Avgust Kork

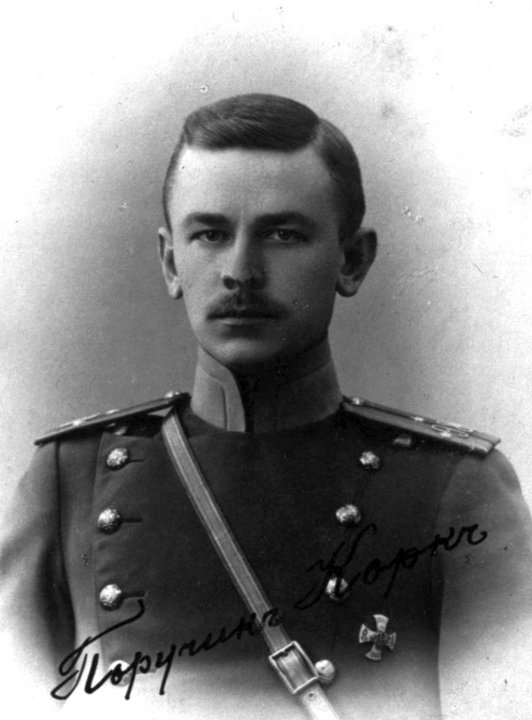
Imagen del Teniente August Ivánovich Kork.

Ávgust Ivánovich Kork (en ruso: Август Иванович Корк; en estonio: August Kork), nació el 22 de julio (3 de agosto en el calendario actual) de 1887, en el pueblo de Aardla, en el condado de Tartu, en la gobernación de Livonia. 11 de julio de 1937).]Fue un especialista militar, participó en la Guerra Civil Rusa, llegando al rango de General de 2.º rango en 1935, jefe de la Academia Militar Frunze, y miembro del Comité Central de la URSS, así como del Soviet Militar del Partido Comunista desde 1927.
En la guerra civil estuvo en puesto de estado mayor con el rango de teniente coronel. Fue fusilado como parte del Caso de la Organización Militar Trotskista Antisoviética el 12 de julio de 1937.
Nació en una familia campesina estonia en el pueblo de Aardla, en la vólost de Kazelia, hoy en día en la región de Yugevaski, Estonia. Estudió cuatro años en la escuela de Yure. Fue educado militarmente en la Escuela de cadetes de Chugúyev, donde alcanza el rango de segundo teniente en 1908, y en la Academia Militar Nikoláyev de San Petersburgo, donde se gradúa en 1914. Continúa su formación militar en la escuela militar de observadores aéreos. A su graduación en 1917, es destinado al Estado Mayor del ejército en el Frente Occidental. En febrero de 1918, se disuelve el estado mayor, y Kork es desmovilizado con el rango de teniente coronel.
Participa en la Guerra Civil Rusa, dirigiendo la defensa de Petrogrado al frente de 7.º Ejército contra Nikolái Yudénich, dirige en la Guerra Polaco-Soviética el 15.º ejército, y al frente del 6.º ejército se enfrenta al ejército de Piotr Wrangel. entre 1922 y 1923 manda el Frente del Turkestán contra la Revuelta de los Basmachí.
Entre 1924 y 1925, dirige el Distrito Militar Occidental, pasando a mandar en febrero de 1925 el Ejército Rojo Del Cáucaso, trasladándose en noviembre al mando del Distrito Militar de Bielorrusia y el Distrito Militar de Leningrado. Es nombrado agregado militar en Alemania.
Entre 1929 y 1935, manda el Distrito Militar de Moscú. Desde 1935 hasta su arresto y ejecución, dirigió la Academia Militar Frunze.
Fue rehabilitado el 31 de enero de 1957.